# Louis Engelbrecht
Louis Konrad Eobald Engelbrecht (* 5. September 1857 in Braunschweig; † 24. Juli 1934 ebenda) war ein deutscher Rechtsanwalt, Dramatiker und Lyriker. Er gehörte zum Freundeskreis des Dichters Wilhelm Raabe.

## Leben
Der Sohn eines Obergerichtsadvokaten und Notars besuchte das Braunschweiger Martino-Katharineum und studierte anschließend von 1875 bis 1878 Rechtswissenschaft in Göttingen, Heidelberg und Berlin. Er arbeitete seit 1882 als Rechtsanwalt und seit 1890 als Notar in Braunschweig. Den Titel eines Justizrates erhielt er 1904. Engelbrecht war bis 1901 Stadtverordneter in Braunschweig. Er führte den Vorsitz der Anwaltskammer und des Krieger- und Landwehrvereins Braunschweig. Von 1890 bis 1918 war der Reserveoffizier Engelbrecht Herausgeber der „Landwehrzeitung“. Während des Ersten Weltkriegs leitete er Lazarettzüge und wurde 1915 zum Hauptmann befördert.

### Literat und „Kleiderseller“
Engelbrecht war Verfasser heute nahezu unbekannter Dramen, Tragödien, Lustspiele und Gedichte. Seine dramatischen und lyrischen Werke erhielten mit Beginn des Ersten Weltkriegs eine zusehends patriotisch-nationale Tendenz. Dem aufziehenden Nationalsozialismus stand er positiv gegenüber und widmete Hitler 1934 ein Gedicht. Er war unter den Mitbegründern des Braunschweiger Zweigvereins der „Deutschen Schillerstiftung“
Engelbrecht gehörte zum engeren Freundeskreis Wilhelm Raabes, mit dem er unter anderem in der geselligen Vereinigung der „Ehrlichen Kleiderseller“ zusammentraf. Im Jahre 1901 organisierte er die offizielle Feier zu Raabes 70. Geburtstag. Nach Raabes Tod gehörte er 1911 zu den Mitbegründern der „Gesellschaft der Freunde Wilhelm Raabes“. In mehreren Aufsätzen schrieb er über seine Erinnerungen an Raabe.

## Werke (Auswahl)
- Die Brüder, bürgerliches Trauerspiel, 1892
- Der neue Förster, Volksschauspiel, 1896
- Nur gegen Verzicht, Lustspiel, 1899
- Menschsein, Märchendrama, 1910
- Heiliger Zorn 1914/15. Kriegsdichtungen, Braunschweig 1915
- Ein Abschied von Rom. Vorgang in einem Aufzuge nach Otto Röses „Im römischen Hexenkessel“, Braunschweig 1916
- König Nikita, Tragikomödie in einem Aufzug, Braunschweig 1916
- Ostpreussen, Schauspiel in einem Aufzug, Braunschweig 1916
- Heinrich von Hohenstauffen, Trauerspiel in fünf Akten, Braunschweig 1925
- Die Mutter des Pausanias, Schauspiel in fünf Aufzügen, Braunschweig 1925

Zwei Gedichtbände erschienen 1901 und 1913.